# Čang C’-i
Čang C’-i (čínsky pchin-jinem Zhāng Zǐyí, znaky 章子怡, zjednodušený pchin-jin Zhang Ziyi, * 9. února 1979 v Pekingu) je čínská herečka a modelka. Jako herečka získala mezinárodní uznání hlavní rolí ve filmu Gejša (Memoires of a Geisha) amerického režiséra Roba Marshalla z roku 2005. Spolu s herečkami Čao Wej (Zhao Wei), Sü Ťing-lej (Xu Jinglei) a Čou Sün (Zhou Xun) patří do tzv. „čtyřlístku“ nejpopulárnějších současných čínských hereček.

## Životopis

### Rodina
Narodila se 9. února 1979 v Pekingu. Její otec je povoláním účetní – ekonom a matka učitelka v mateřské škole. O šest let starší bratr Čang C’-nan (Zhang Zinan), se kterým si velmi dobře rozumí, se narodil v roce 1973.

### Mládí a studium
Od osmi let se věnovala baletu, který je součástí tradiční čínské opery. Začala na základní škole Xuanwu District Childern's Place a pokračovala na taneční akademii Beijing Dance Academy. V roce 1994 se stala národní vítězkou v taneční soutěži Taoli Cup Dance Competition. S poměry na škole ale nebyla spokojená a tak se, v sedmnácti letech, rozhodla studovat herectví na Central Drama Academy.

### Kariéra

#### Herečka
V roce 1999 ji režisér Čang I-mou (Zhang Yimou) obsadil do filmu Cesta domů (The Road Home), romantického příběhu o nenaplněné lásce venkovského učitele. Herečka získala za hlavní ženskou roli ve filmu svoji první cenu za herecký výkon. Režisér Ang Lee jí hned nabídl roli v chystaném filmu Tygr a drak (Crouching Tiger, Hidden Dragon). Tato epická filmová báseň ve stylu wu-sia (wuxia) získala v roce 2000 Oscara za nejlepší cizojazyčný film a herečka měla otevřené dveře do hollywoodských studií. Následovaly další dva filmy stejného žánru Válečník (2001) a Hrdina (2002). V roce 2001 si zahrála též ve svém prvním americkém filmu Křižovatka smrti 2 (Rush Hour 2), kde byli jejími hereckými partnery Jackie Chan a Chris Tucker. V roce 2003 s ní natočil režisér Wang Ťia-wej (Wong Kar-wai) sci-fi s romantickou zápletkou 2046. Ve filmu z roku 2004 Klan létajících dýk (House of Flying Daggers) si nejen zahrála jednu z hlavních rolí, ale nazpívala i průvodní píseň k filmu. V roce 2005 přišel další velký hollywoodský projekt, film Gejša (Memoirs of Geisha) amerického režiséra Roba Marshalla. Herečka, ač Číňanka, byla vybrána do hlavní role filmu, inspirovaného životním příběhem proslulé japonské gejši Mineko Iwasaki. V kulturních kruzích v Japonsku to vzbudilo vlnu protestů a v Číně bylo promítání filmu oficiálně zakázáno. To mělo za následek lavinu pirátských DVD a film se stal velice populární. Herečka prokázala, že má talent zahrát i dramatické role a zařadila se mezi hollywoodskou hereckou elitu. Ve stejném roce, 2005, natočila ještě pohádkový muzikál Princess Raccoon, který režíroval japonský režisér Seidžun Suzuki (Seijun Suzuki). V příštím roce 2006, ve filmu The Banquet, ztvárnila postavu císařovny Wan z dynastie Tchang. Další wu-sia film Černý štír vznikl v roce 2007 a ve stejném roce, v animovaném filmu Želvy Ninja (TMNT), propůjčila jedné z postav svůj hlas. V dalších filmech opustila role princezen, v roce 2008 si zahrála ve filmu Forever Enthralled, jehož námětem je životní příběh nejznámějšího představitele čínské opery, zpěváka Mej Lan-fanga (Mei Lanfang) a v roce 2011 se objevila ve filmu Love for Live se společensky závažnou tematikou AIDS. V roce 2012 byla obsazena do filmů, Grandmasters o Ip Manovi (Yip Man) a dalších mistrech bojového umění a Dangerous Liaisons, který je adaptací románu Nebezpečné známosti, situovaného do Číny 30. let. Další role ji čekají v připravovaných filmech Better and Better, My Lucky Star nebo Love and Let Love.

#### Modelka

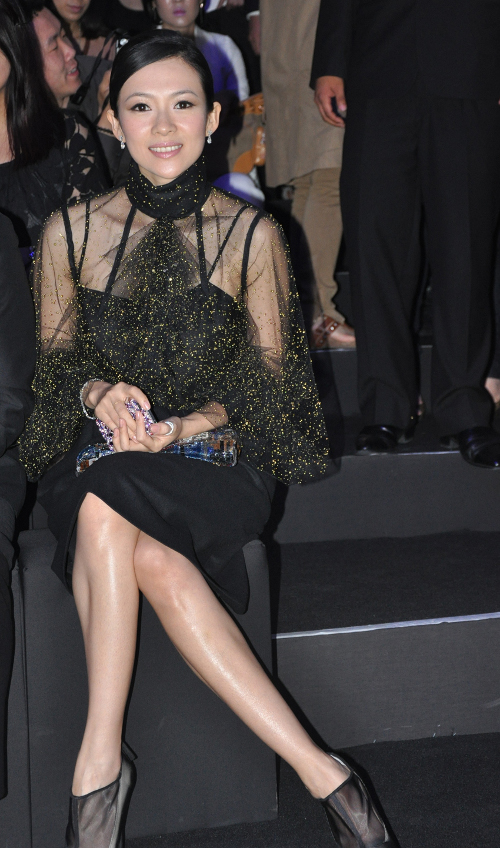
Čang C'-i na módní přehlídce (červen 2011)

Časopis People ji zařadil v roce 2001 mezi 50 nejkrásnějších žen na světě. Od té doby patří mezi nejatraktivnější světové herečky. Řada renomovaných firem z oblasti kosmetiky, módních doplňků nebo turistického ruchu si vybrala její tvář pro svoje reklamní kampaně. Propaguje tak výrobky firem Maybeline, Garnier nebo Omega Watches a také síť hotelů Šangri-La. Je častým a vítaným hostem módních přehlídek a akcí spojených s módou.

### Společensky prospěšná činnost
V květnu 2011 se herečka zúčastnila, v rámci MFF v Cannes, akce AMFAR, která podporuje zapojení pracovníků filmového průmyslu do aktivního boje proti AIDS. V roce 2012 se stala mezinárodní ambassadorkou výukového projektu Save the Children, který si klade za cíl pomáhat při výchově a výuce osiřelých dětí nejen v Číně, ale i v dalších dvaceti zemích světa. Při této práci spolupracuje s italskou klenotnickou firmou Bulgari.
Je rovněž hlavní ambassadorkou speciálních olympijských her (Special Olympics) pro mentálně postižené sportovce.

### Osobní život
Média spekulovala o jejích vztazích se staršími a vlivnými muži, kontroverzním politikem Po Si-lajem, který je ženatý, nebo s režisérem Čang I-mouem (Zhang Yimou), který je partnerem herečky Kung Li (Gong Li). Žádná z těchto zpráv se nepotvrdila. Je pravda, že Čang C'-i byla krátce zasnoubená s izraelským multimilionářem Avivem Nevem, vztah se ale v roce 2010 rozpadl. Sama o sobě říká, že kdyby nebyla herečkou, byla by vychovatelkou, protože má velmi ráda děti. Chtěla by si uspořádat život a založit rodinu, ale v současné době je příliš pracovně vytížená. V únoru 2013 jí bylo 34 let.

## Filmografie (výběr)
- 1999, Cesta domů (The Road Home), režie: Čang I-mou (Zhang Yimou),
- 2000, Tygr a drak (Crouching Tiger, Hidden Dragon), režie: Ang Lee
- 2001, Křižovatka smrti 2 (Rush Hour 2), režie: Brett Ratner
- 2002, Hrdina (Hero), režie: Čang I-mou (Zhang Yimou)
- 2003, 2046, režie: Wang Ťia-wej (Wong Kar-wai)
- 2004, Klan létající dýk (House of Flying Daggers), režie: Čang I-mou (Zhang Yimou)
- 2005, Gejša (Memoirs of a Geisha), režie: Rob Marshall
- 2006, The Banquet, režie: Feng Siao-kang (Feng Xiaoagang)
- 2008, Forever Enthralled, režie: Čchen Kchaj-ke (Chen Kaige)
- 2011, Love for Live, režie: Ku Čchang-wej (Gu Changwei)
- 2012, Grangmasters, režie: Wang Ťia-wej (Wong Kar-wai)
- 2013, Dangerous Liaisons, režie: Hur Jin-ho

## Ocenění

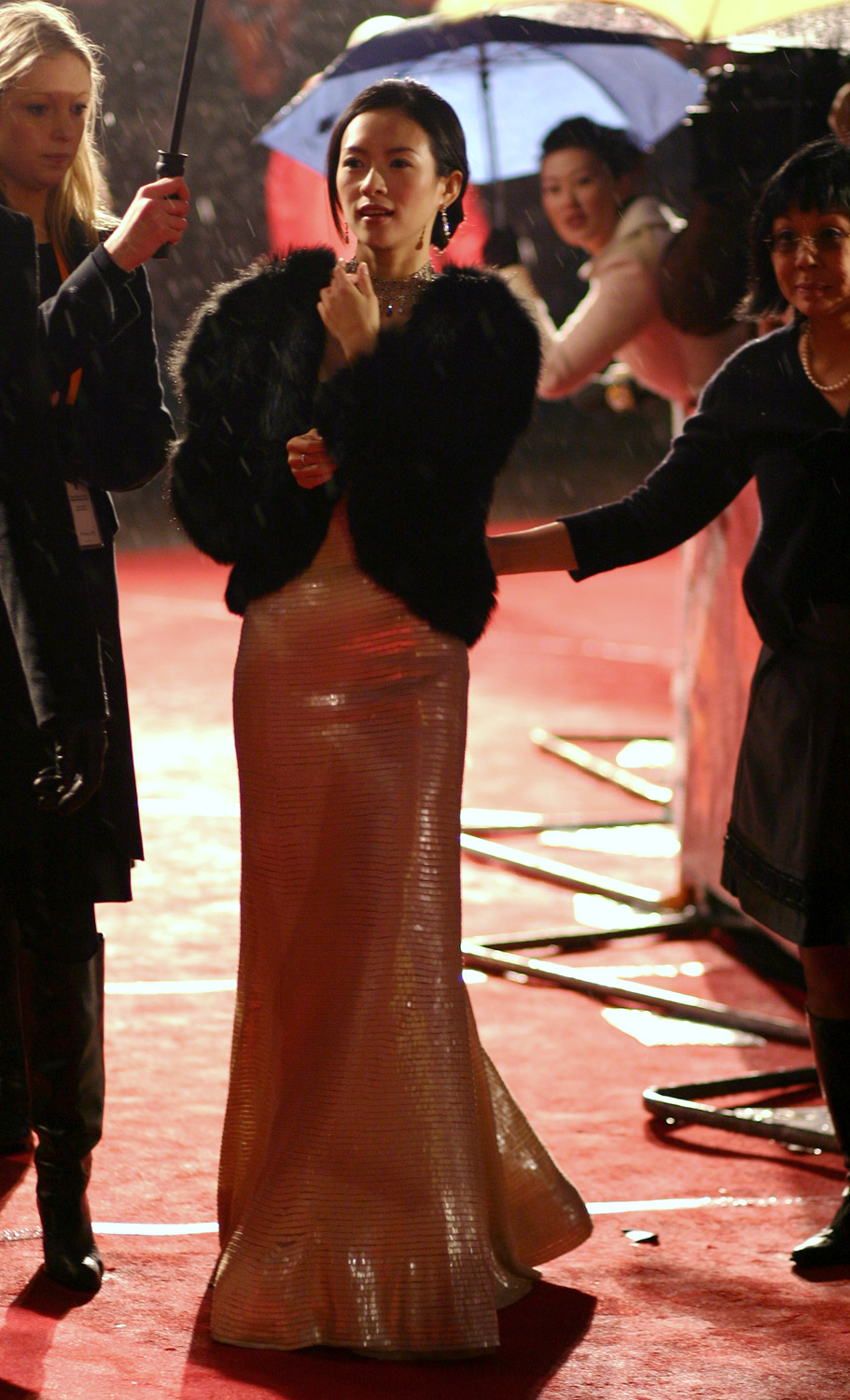
Čang C'-i na vyhlašování cen BAFTA v Londýně v roce 2006

### Ceny
Chicago Film Critics Association Awards
- 2001, nejslibnější herečka

Coq d'or
- 2004, nejlepší herečka (Jasmine Women)

Hong Kong Film Awards a
Hong Kong Film Critics Society Awards
- 2005, nejlepší herečka (2046)

### Nominace
BAFTA Awards a
Golden Globe Award
- 2006, nejlepší herečka (Memoirs of a Geisha)

 Golden Horse Film Festival a
Golden Rooster Award
- 2009, nejlepší herečka (Forever Enthralled)

V této sekci jsou uvedeny jen nejdůležitější ceny a nominace.